# Arneai
Arneai (altgriechisch Ἀρνεαί) war eine antike und byzantinische Stadt in der kleinasiatischen Landschaft Lykien, die im Südwesten der heutigen Türkei bei Ernez lag.
Die Stadt wird nur in wenigen Schriftquellen erwähnt. Zahlreiche Inschriften erlauben aber Hinweise auf die Geschichte. Arneai war Vorort einer Sympolitie nahe gelegener lykischer Orte. Es stand unter dem Einfluss des benachbarten Myra. Unter Gordian III. prägte Arneai eigene Münzen. In der Spätantike war es Sitz eines Bischofs, der dem Metropoliten von Myra unterstand. Auf das Bistum geht das Titularbistum Arneae der römisch-katholischen Kirche zurück.
Die Reste der Stadt stammen vor allem aus frühbyzantinischer Zeit, darunter die gut erhaltene Stadtmauer mit Türmen und zwei Toren sowie zwei Kirchen innerhalb der Stadt. Ein weiterer Kirchenbau befand sich westlich außerhalb der Stadtmauern. Alle drei waren dreischiffige Basiliken mit einer runden Apsis im Osten als Altarraum. Bei der dritten Kirche, von der nur geringe Grundmauerreste erhalten sind, trat eine ungewöhnliche weitere Rundapsis aus der östlichen Südwand, die möglicherweise der Grabraum des Stifters war.